# Acamptonectes
Acamptonectes es un género extinto de ictiosaurio oftalmosáurido hallado en el Reino Unido y Alemania. Fue recuperado de estratos de la época del Hauteriviense de Inglaterra y Alemania y en la Formación Cambridge Greensand, en el este del Reino Unido, que data de finales del Albiense o principios del Cenomaniense, en el límite entre el Cretácico Inferior y el Cretácico Superior. Acamptonectes fue nombrado y descrito por Valentín Fischer, Michael W. Maisch, Darren Naish, Ralf Kosma, Jeff Liston, Ulrich Joger, Fritz J. Krüger, Judith Pardo, Jessica Tainsh y Robert M. Appleby en 2012 y la especie tipo es Acamptonectes densus.

## Descripción

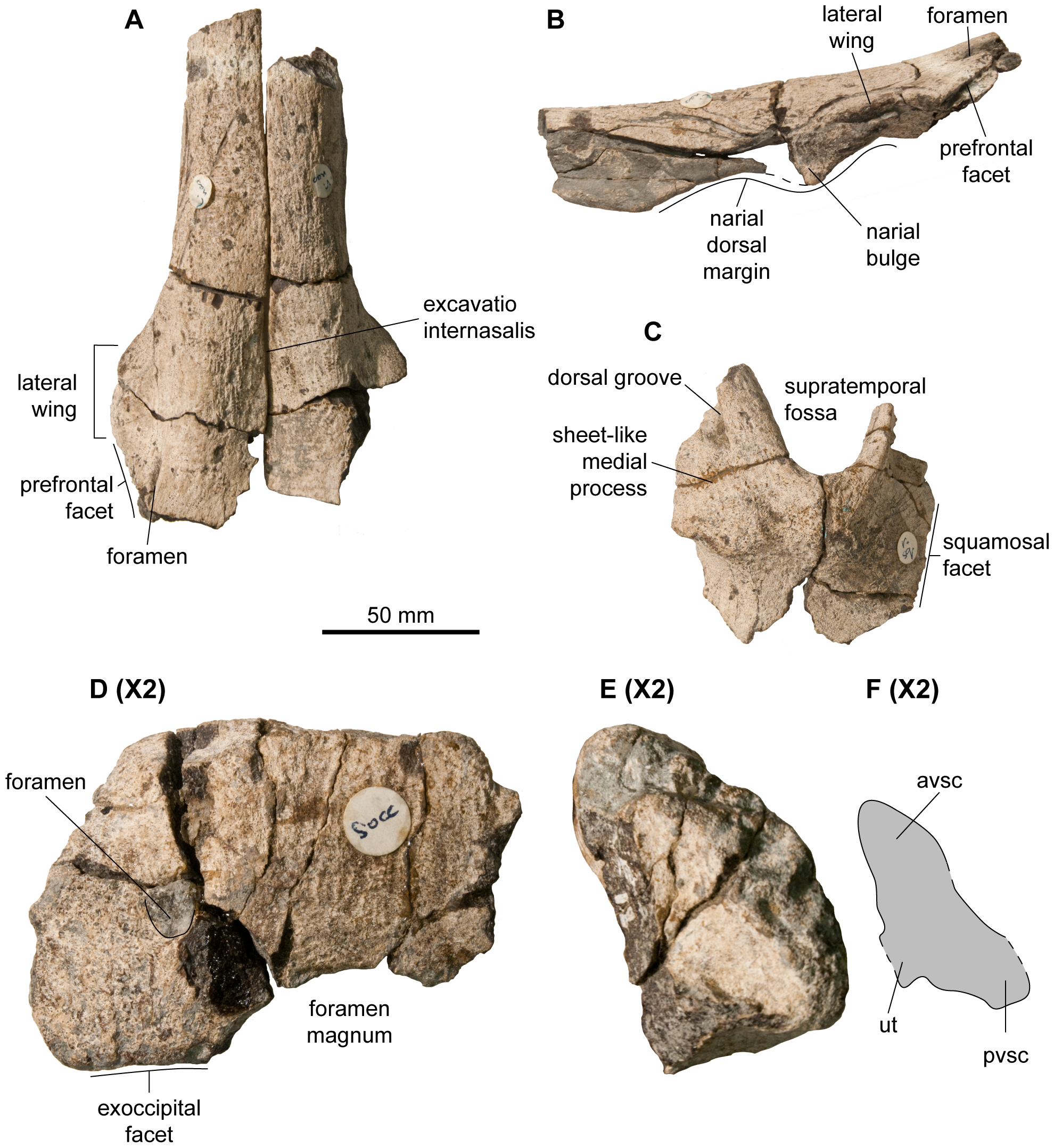
Cráneo del espécimen holotipo, GLAHM 132588

Acamptonectes es conocido a partir de varios especímenes: el holotipo de un adulto, un subadulto parcial, y un esqueleto parcial adicional. El holotipo consiste de la parte superior parcial del cráneo, una mandíbula completa, un esqueleto axial parcial y una cintura escapular parcial. Acamptonectes es similar en su morfología a sus parientes oftalmosáuridos más antiguos Ophthalmosaurus y Mollesaurus.
Su nombre binomial, que significa "nadador rígido", se refiere a sus vértebras cervicales estrechamente agrupadas que permitían muy poco movimiento en el cuello, indicando que debió haber "atravesado el agua como un dardo." La mayor parte de su esqueleto parece haber sido inusualmente rígido, lo cual pudo haber en efecto limitado severamente la cantidad de movimiento de lado a lado que era posible para la parte anterior del esqueleto. Su hocico era delgado y sus dientes tenían coronas delgadas y con puntas más afiladas que las de especies relacionadas, y sus costillas también eran más fuertemente redondeadas en sección transversal, lo que pudo haber sido una adaptación adicional para incrementar la rigidez del cuerpo del animal, lo que probablemente lo hacía más resistente a doblarse. Como otros ictiosaurios, Acamptonectes era un depredador y probablemente se alimentaba de peces y cefalópodos, y su apariencia corporal pudo haber sido similar a la de los delfines. Medía unos 3 metros de longitud.

## Historia de su descubrimiento
El primer y más completo espécimen de Acamptonectes fue descubierto en 1958 en la formación Speeton Clay de North Yorkshire en Inglaterra, pero sus descripción nunca fue publicada formalmente. Por entonces, su descriptor consideró que el fósil era una nueva especie de Platypterygius, otro género de ictiosaurio oftalmosáurido. En 2003, un nuevo oftalmosáurido fue descubierto en Cremlingen, Alemania. Este fue determinado como un nuevo taxón, y se determinó que sus características únicas también existían en el "Platypterygius" de Speeton Clay. Un segundo espécimen de Speeton Clay fue descubierto en 1985. Más tarde, se creó una coloaboración entre los varios científicos que habían estudiado estos tres especímenes, y el taxón fue formalmente nombrado en 2012, usando el espécimen original de 1958 (el cual ya se había determinado con certeza que no representaba un Platyptergius después de todo) como el holotipo y los dos hallazgos posteriores como paratipos. Ichthyosaurus brunsvicensis descrito en 1909 fue considerado como cf. Acamptonectes en el estudio de 2012.

## Evolución

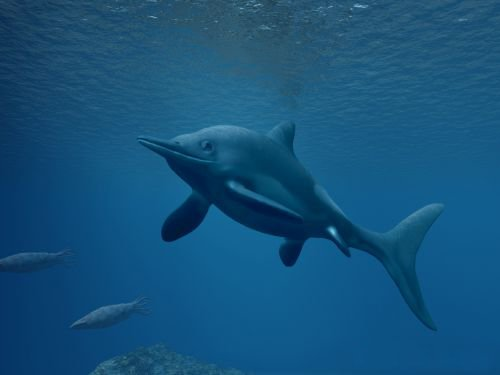
Recreación

Acamptonectes es un hallazgo significativo ya que demuestra que los ictiosaurios más especializados no fueron totalmente barridos en la extinción que marcó el final del período Jurásico, la cual había sido la más común interpretación del registro fósil de este clado. El descubrimiento de Acamptonectes indica que los oftalmosáuridos siguieron siendo muy diversos hasta su total extinción al final del Cretácico Inferior. El análisis filogenético llevado a cabo por Fischer et al. indica que la familia Ophthalmosauridae experimentaron una temprana divergencia en dos subfamilias muy distintas, Ophthalmosaurinae y Platypterygiinae. Ambos clados atravesaron el límite Jurásico-Cretácico y perduraron al menos hasta la época del Albiano  en el Cretácico Inferior.